# Шуэн
Шуэ́н (фр. Chouain) — коммуна во Франции, находится в регионе Нижняя Нормандия. Департамент коммуны — Кальвадос. Входит в состав кантона Бальруа. Округ коммуны — Байё.
Код INSEE коммуны — 14159.

## Население
Население коммуны на 2010 год составляло 208 человек.
| 1962 | 1968 | 1975 | 1982 | 1990 | 1999 | 2010 |
| ---- | ---- | ---- | ---- | ---- | ---- | ---- |
| 167  | 135  | 151  | 170  | 205  | 188  | 208  |

## Экономика
В 2010 году среди 117 человек трудоспособного возраста (15—64 лет) 93 были экономически активными, 24 — неактивными (показатель активности — 79,5 %, в 1999 году было 74,6 %). Из 93 активных жителей работали 87 человек (48 мужчин и 39 женщин), безработных было 6 (2 мужчин и 4 женщины). Среди 24 неактивных 5 человек были учениками или студентами, 13 — пенсионерами, 6 были неактивными по другим причинам.